# Morond
Der Morond ist ein 1419 m hoher Berggipfel im Jura, westlich des Col de Jougne, in Frankreich. Der kuppenförmige Gipfel befindet sich auf dem Gemeindeboden von Métabief (Département Doubs). Auch die Gemeinde Longevilles-Mont-d’Or hat einen Anteil am Bergrücken.
Begrenzt wird der Morond im Westen und Norden vom breiten Hochtal des Rouge Bief (rechter Seitenbach des Doubs), im Osten vom Passübergang des Col de Jougne und dem südlich anschließenden Tal der Jougnena. Gegen Süden ist der Morond durch eine Einsattelung (der tiefste Punkt liegt etwas unter 1350 m) vom angrenzenden Mont d’Or getrennt. Über den Morond verläuft die Wasserscheide zwischen den Einzugsgebieten von Rhein und Rhone. Am Nordosthang des Morond befindet sich ein kleiner Erosionskessel, dessen oberer Rand an verschiedenen Orten von Felswänden gesäumt wird. Er wird durch den Ruisseau de Vaubillon zur Jougnena entwässert.
Das anstehende Gesteinsmaterial des Morond stammt aus marinen Sedimenten der oberen Jurazeit (Malmkalk). In strukturgeologischer Hinsicht bildet der Morond zusammen mit dem Mont d’Or eine breite Antiklinale, die im Osten durch das tief eingeschnittene Tal der Jougnena unterbrochen ist. Dieses Tal verläuft entlang einer bedeutenden Blattverschiebung, einer Bruchlinie, die sich von Montricher bis nach Pontarlier quer durch den Jura zieht.
Die breite Kuppe des Morond ist teils von Weiden, teils von Wald bestanden. Dominierend sind aber die Wintersportanlagen. Von mehreren Seiten führen ein Sessellift und verschiedene Skilifte auf den Gipfel. Der Morond bildet zusammen mit dem südlich angrenzenden Mont d’Or ein beliebtes Sommerwander- und Wintersportgebiet. Am Nordfuß des Morond liegt das Wintersportzentrum Métabief mit mehreren Hotels und zahlreichen Ferienwohnungsanlagen.